# 长须阔蕊兰
长须阔蕊兰（学名：Peristylus calcaratus）为兰科阔蕊兰属下的一个种。

## 扩展阅读
- 維基物種上的相關：长须阔蕊兰